# OR2J3
OR2J3 (англ. Olfactory receptor family 2 subfamily J member 3) – білок, який кодується однойменним геном, розташованим у людей на короткому плечі 6-ї хромосоми. Довжина поліпептидного ланцюга білка становить 311 амінокислот, а молекулярна маса — 34 950.
| 10         |  | 20         |  | 30         |  | 40         |  | 50         |
| ---------- |  | ---------- |  | ---------- |  | ---------- |  | ---------- |
| MNDDGKVNAS |  | SEGYFILVGF |  | SNWPHLEVVI |  | FVVVLIFYLM |  | TLIGNLFIII |
| LSYLDSHLHT |  | PMYFFLSNLS |  | FLDLCYTTSS |  | IPQLLVNLWG |  | PEKTISYAGC |
| MIQLYFVLAL |  | GTTECVLLVV |  | MSYDRYAAVC |  | RPLHYTVLMH |  | PRFCHLLAVA |
| SWVSGFTNSA |  | LHSSFTFWVP |  | LCGHRQVDHF |  | FCEVPALLRL |  | SCVDTHVNEL |
| TLMITSSIFV |  | LIPLILILTS |  | YGAIVRAVLR |  | MQSTTGLQKV |  | FGTCGAHLMA |
| VSLFFIPAMC |  | IYLQPPSGNS |  | QDQGKFIALF |  | YTVVTPSLNP |  | LIYTLRNKVV |
| RGAVKRLMGW |  | E          |  |            |  |            |  |            |

A: Аланін

C: Цистеїн

D: Аспарагінова кислота

E: Глутамінова кислота

F: Фенілаланін

G: Гліцин

H: Гістидин

I: Ізолейцин

K: Лізин

L: Лейцин

M: Метіонін

N: Аспарагін

P: Пролін

Q: Глутамін

R: Аргінін

S: Серин

T: Треонін

V: Валін

W: Триптофан

Кодований геном білок за функціями належить до рецепторів, g-білокспряжених рецепторів, білків внутрішньоклітинного сигналінгу. 
Локалізований у клітинній мембрані.